# فرشته نجات
فرشته نجات فیلمی به کارگردانی و نویسندگی رحیم روشنیان محصول سال ۱۳۵۱ است.

## خلاصه داستان
مردی (یدی) به کمک شیرین (ناتاشا) با صحنه‌سازی می‌کوشد همسرش آذر (شهین) را قاتل مباشرشان (اکبر جنتی شیرازی) معرفی کند و بعد با رو در رو کردن مقتول با همسرش او را به جنون بکشاند و از طرف دیگر با کشتن دخترخوانده‌اش، فروغ (افروز روشنیان)، ثروت آذر را به چنگ آورد...

## بازیگران
- ایرج رستمی
- شهین
- یدالله محمدی‌نژاد
- ناتاشا
- رحیم روشنیان
- افروز روشنیان
- اکبر جنتی شیرازی
- ریحانه
- علی‌زاده
- افشین ذاکری
- حسین اشراق